# Suleima baracana
Suleima baracana är en fjärilsart som beskrevs av William Dunham Kearfott 1907. Suleima baracana ingår i släktet Suleima och familjen vecklare. Inga underarter finns listade i Catalogue of Life.